# Faroe Games Juniors
Das Faroe Games Juniors (auch Faroe Games Junior International genannt) ist im Badminton die offene internationale Meisterschaft der Färöer für Junioren und das bedeutendste internationale Juniorenturnier auf den Färöern. Es wurde erstmals im Juli 2022 ausgetragen.

## Die Sieger
| Saison    | Herreneinzel   | Dameneinzel   | Herrendoppel              | Damendoppel                           | Mixed                               |
| --------- | -------------- | ------------- | ------------------------- | ------------------------------------- | ----------------------------------- |
| 2022      | Matthew Cheung | Anwesha Gowda | Dillon Chong Taarini Suri | Emma Irring Braüner Rosalina Langhoff | Hjalte Johansen Emma Irring Braüner |
| 2023 2024 | abgesagt       | abgesagt      | abgesagt                  | abgesagt                              | abgesagt                            |